# Südamerikanische Rohrdommel
Die Südamerikanische Rohrdommel (Botaurus pinnatus) ist eine Art der Reiher und gehört zur Unterfamilie Botaurinae. Sie kommt in zwei Unterarten vom Süden des Nordamerikanischen Kontinents bis nach Südamerika vor.

## Erscheinungsbild

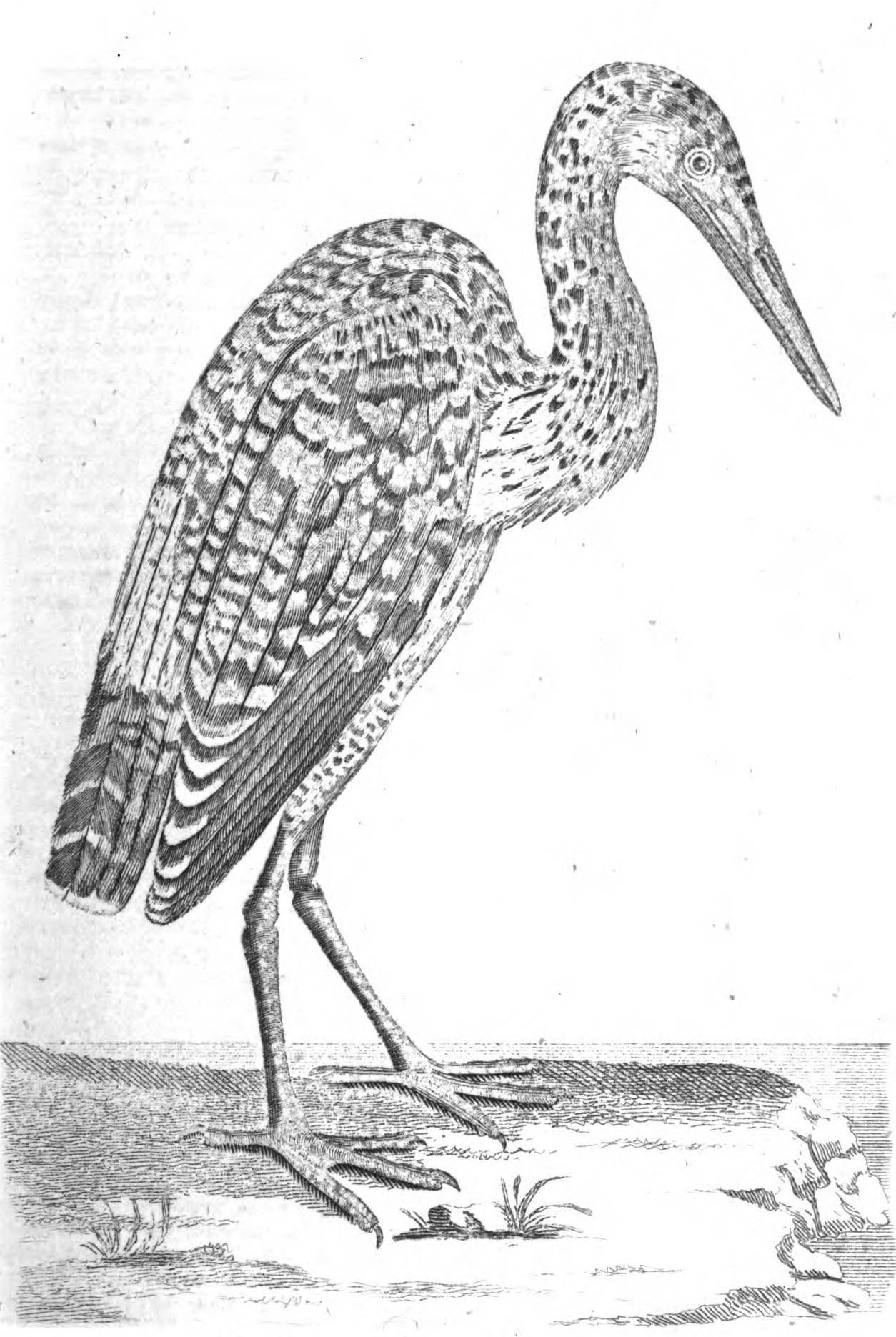
Abbildung aus dem Jahre 1772

Die Südamerikanische Rohrdommel erreicht eine Körpergröße von 65 bis 76 Zentimetern und wiegt durchschnittlich 584 Gramm. Die Geschlechter ähneln sich in ihrem Erscheinungsbild, die Weibchen sind jedoch kleiner.
Das Gefieder ist insgesamt bräunlich gestreift und gefleckt. Die Stirn ist rußig braun, die Gesichtsseiten sind ocker. Der Schnabel ist gelblich. Die Iris sind hellgelb und das Kinn und die obere Kehle sind weiß. Der Vorderhals und die Körperseiten sind ebenfalls weiß, weisen aber rötlich braune Längsstreifen auf. Der Rücken und die Flügeldecken sind bräunlich mit rußig braunen großen Flecken. Die Beine sind gelblich grün.

## Verbreitungsgebiet und Lebensraum
Das Verbreitungsgebiet der Südamerikanischen Rohrdommel ist disjunkt. Sie kommt in El Salvador, Nicaragua, dem Osten von Costa Rica, Kolumbien, dem Westen von Ecuador, im Süden Venezuelas, auf Trinidad, im Süden Brasiliens, in Paraguay, im Norden Argentiniens sowie im Süden von Mexiko vor. Es ist bislang nicht hinreichend geklärt, ob es sich bei den Populationen im äußersten Norden und Süden um Zugvögel handelt. Zumindest für das südliche Verbreitungsgebiet gibt es Indizien, dass die Südamerikanischen Rohrdommeln nach der Fortpflanzungszeit in nördliche Richtung abwandern, denn sie sind hier bislang noch nicht außerhalb der Fortpflanzungszeit beobachtet worden.
Der Lebensraum der Südamerikanischen Rohrdommel sind Süßwassersümpfe mit dichten Schilfgürteln. Für eine Reiherart weisen sie eine ungewöhnliche Höhenverbreitung auf. Sie sind in den Anden bis 2.480 Höhenmetern beobachtet worden.

## Lebensweise
Das Nahrungsspektrum der Südamerikanischen Rohrdommel besteht aus Fischen, Fröschen, Schlangen und Insekten. Während der Nahrungssuche nimmt die Südamerikanische Rohrdommel eine sehr geduckte Körperhaltung ein und schreitet dabei sehr langsam.
Die Fortpflanzungszeit variiert in Abhängigkeit mit dem Verbreitungsgebiet. So brüten Südamerikanische Rohrdommeln in Mexiko im Zeitraum Mai bis Juli, während sie in Nordargentinien im Oktober zur Brut kommen. Sie errichten ihre Nester in den Schilfgürteln. Das Gelege besteht aus zwei bis drei Eiern. Die Fortpflanzungsbiologie ist bislang nicht hinreichend untersucht, aber vermutlich brütet ausschließlich das Weibchen.

## Belege

### Einzelbelege
1. ↑  Kushlan et al., S. 287
2. ↑  Kushlan et al., S. 288